# Вишеградска стаза
Вишеградска стаза је културна манифестација која се одржава сваког јуна у Вишеграду. Манифестација је посвећена књижевнику Иви Андрићу. Први пут је одржана давне 1979. године. Програм се састоји од свечане академије, књижевног и музичког дијела, сусрета библиотекара Републике Српске.

## Андрићева стаза
Андрићева стаза је назив за награду која се додјељује на овој културној манифестацији. Додјељује се за прву збирку приповиједака објављену на српском језику и ћириличном писму. Награду чине плакета и новчани дио.